# Karnov
 (novembre 2015).
Si vous disposez d'ouvrages ou d'articles de référence ou si vous connaissez des sites web de qualité traitant du thème abordé ici, merci de compléter l'article en donnant les références utiles à sa vérifiabilité et en les liant à la section « Notes et références ».
Karnov, ou Karunofu (カルノフ) au Japon, est un jeu vidéo d'action plates-formes en 2D, sorti en arcade en janvier 1987.
Il a été édité par sur NES, le 18 décembre 1987 au Japon, suivi de l'Amérique du Nord en 1988. Le personnage Karnov deviendra par la suite la mascotte de la société Data East.

## Synopsis
Jinborov Karnovski (Karnov) est ancien homme fort de cirque russe. Son village natal, Cleamina, est le gardien du trésor de Babylone. Un jour le Dragon Alakatai s'empare du trésor. Les dieux demandent alors à Karnov de protéger le village, de retrouver le trésor et de vaincre le Dragon.
Dans la version Arcade, Karnov est à la recherche du trésor perdu de Babylone et doit collecter les morceaux d'une carte au trésor. Le trésor est gardé par le Dragon maléfique Ryu que Karnov doit vaincre.

## Système de jeu
Le jeu est composé de 9 niveaux à défilement horizontal.